# Pier Paolo Pasolini e la ragione di un sogno
Pier Paolo Pasolini e la ragione di un sogno è un documentario su Pier Paolo Pasolini diretto da Laura Betti assieme a Paolo Costella.

## Il film
L'attrice, amica e collaboratrice di Pasolini, si improvvisa regista, realizzando un lungometraggio sognando le parole di Pier Paolo immerse in tutto ciò che da tempo non lo riguarda, come un'enfatica, mondana e stridente democrazia, una falsa capacità di capire una non troppo furtiva apologia della bassa cultura... bassa, strisciante, penetrante e capace di una potente e vorace assimilazione.

## Trama
L'attrice e regista Laura Betti, una delle "tre anime" di Pasolini, ossia una delle sue amiche più intime nonché attrici preferite dei suoi film, ricalca la storia di un genio della poesia e della letteratura moderna italiana. Attraverso interviste, filmati di repertorio e citazioni da libri e film di Pasolini, Laura Betti narra di come un giovane, uscito travagliato dalla Seconda guerra mondiale, dedichi anima e corpo alla poesia e narri di cosa succeda tra i giovani poveri delle borgate romane. Essendo omosessuale, viene subito condannato e demonizzato dalla società di allora, ma Pasolini continua, oltre a narrare di varie storie dei pischelli di Roma, a perseguire la ricerca della bellezza assoluta e del benessere comune, attraverso le figure di personaggi conosciuti e venerati da tutti. Pasolini parte per la Palestina dove gira Il Vangelo secondo Matteo (1964) e poi in India dove gira altri documentari di genere filosofico-culturale. Di seguito Pasolini, amante dell'Oriente e delle sue esotiche usanze, gira altri film come Medea (1969), ma allo stesso tempo viene osteggiato dalle autorità politiche dell'Italia. Infatti, giungendo il periodo delle grandi stragi, battezzato gli "anni di piombo", Pasolini, rendendosi conto della realtà triste politica e sociale con cui si vede costretto a scontrarsi, denuncia i misteriosi e delittuosi omicidi di giornalisti, politici e altre persone famose che vengono perseguiti in maniera molto torbida, affinché non si scoprisse mai il movente e l'artefice. Tuttavia Pasolini conosce i veri ideatori di queste stragi, ma viene zittito dalle denunce e dai vari processi che è costretto a subire. Negli anni settanta Pasolini decide di sfidare la borghesia stessa, dando vita alla nota "trilogia della vita", composta da film tratti dalle maggiori opere di autori molto famosi del mondo antico come Giovanni Boccaccio e Geoffrey Chaucer. Il suo scopo è mostrare al pubblico del grande schermo la bellezza assoluta del sesso e della naturalezza dei piaceri più genuini dell'uomo e della donna, senza far ricorso ad elementi volgari e di sgradevolezza gratuita. Infatti tali opere di Pasolini si distinguono molto bene da opere di genere pornografico o erotico. Dopo che Pasolini inizia a scrivere anche una "trilogia della morte", il cui primo capitolo è tratto da Le 120 giornate di Sodoma del Marchese De Sade, l'autore viene ucciso da ignoti (l'unico accusato di cui si conosce l'identità è Pino Pelosi) la notte del 2 novembre 1975, messo a tacere per sempre riguardo alla denuncia dei gravi fatti che si svolgevano in Italia, da parte di giovani anarchici di ideale fascista. Ciò che il film vuole comunicare è la semplicità artistica ma allo stesso tempo caratterizzante, vera e bella in maniera sconvolgente di un uomo buono che ha cercato di rendere legittimi i propri valori, idee e posizioni politiche. La pellicola, in maniera poetica e simbolica, si chiuderà con una frase tratta dal Decameron di Pasolini (1971), pronunciata dallo stesso regista nelle vesti del pittore Giotto: "Perché realizzare un'opera, quando è bella sognarla soltanto?".